# Postcardware
Postcardware, também conhecido como cardware, é um estilo da distribuição de softwares similar ao shareware, distribuído pelo autor na circunstância que os usuários emitam ao autor um cartão postal. É um regime de distribuição de conteúdo (especialmente software) em que o usuário não é cobrado pelo preço de um produto, mas como acima é descrito, é convidado a enviar um cartão postal ao autor do mesmo.

## Curiosidades
- O conceito foi usado primeiramente por Aaron Giles, autor de JPEGView.
- Isto é similar ao beerware. Uma variação, Emailware, que faz uso da mesma aproximação, mas requer que o usuário emita ao autor um email.